# Russenorsk
Russenorsk ("Ruso-Noruego" en noruego) fue una lengua pidgin usada en el Ártico que combinaba elementos del ruso y del noruego, creado por comerciantes rusos y pescadores noruegos procedentes de la Península de Kola y el norte de Noruega. Fue usado con asiduidad al norte de Escandinavia, y especialmente, Noruega durante un periodo aproximado de 150 años, para facilitar el comercio pomor, el intercambio de mercancías entre rusos y noruegos en el norte. La primera palabra acuñada en russenorsk procede del siglo XVIII; pero de todos modos, fue el siglo XIX en el que se vivió un uso más intenso de la lengua. El russenorsk es un caso curioso entre las lenguas pidgin, dado que su uso se realizaba bastante lejos de las demás lenguas de este tipo en el mundo. Una cualidad sociolingüística interesante es que no había una diferenciación social entre sus hablantes. Una cualidad morfológica especial es que sus verbos acaban en -om, característica probablemente tomada de otro pidgin poco desarrollado entre el ruso y el inglés encontrado en Arcángel.
Como viene siendo común entre los pidgins y las lenguas de comercio, la interacción entre pescadores, y comerciantes que no tenían un idioma en común hizo necesaria la creación de una forma mínima de comunicación. Como todos los pidgins, el russenorsk tuvo una gramática bastante rudimentaria y un vocabulario escaso, mayoritariamente formado por palabras esenciales en el ámbito de la pesca y el comercio en el Océano Ártico, y las palabras sin relación apenas tenían representación. Se ha demostrado el uso de alrededor de 400 palabras. El russenorsk ha sido usado en la literatura, como por S. Romaine, dando una muestra de la estabilidad de la lengua.

## Ejemplos
"R" significa origen ruso, "N" noruego.
- "Moja på tvoja" - "Hablo tu idioma" (Equivalente: "Yo (R) en (N, R) tu (R)")
- "Kak sprek? Moja njet forsto." - ¿Qué dices? No te entiendo. (Como (R) hablar (N)? Yo (R) no (R) entendido (N).)
- råbbåtom - trabajar (R: rabotat’)
- klæba - pan (R: khleb)

## Historia
La historia del russenorsk está limitada básicamente a los siglos XVIII y XIX. La Revolución Rusa de 1917 provocó un descenso en su uso; así, se ha comprobado que la última transacción entre noruegos y rusos fue en 1923, marcando así el último uso del russenorsk.